# ظاهرة الخطأ المحرج
إن ظاهرة الخطأ المحرج هي ظاهرة نفسية حيث تزيد جاذبية الشخص الذي يعد كفئًا عندما يرتكب هذا الشخص حماقة. وبالعكس، تنخفض جاذبية الشخص الذي يعد غير كفء إذا ارتكب هذا الشخص حماقة.

## التأثير النفسي
وصف هذا التأثير لأول مرة عام 1966 في ورقة بحثية أعدها إليوت أرونسون، فقد أصبحت ظاهرة الخطأ المحرج قائمةً في الثقافة الشعبية، وعلم نفس الرياضة الشعبية، ومصطلحات الإدارة. وتنطوي هذه الظاهرة على أنه أن تكون مثاليًا دائمًا - مثل أن تكون كفئًا دائمًا - أمر أقل قبولاً من أن تكون كفئًا ولكنك غير معصوم من الخطأ وقادر على الاعتراف بالأخطاء. فعلى سبيل المثال، قد يفيد أن يتقبل السياسيون تحمل مسؤولية الأخطاء، فهنا يتعامل معهم الناخبون بأنهم بشر وصادقون. ولقد قامت الأبحاث التالية بتنقيح الصورة الشعبية ولكن دون دحضها.